# Kamenný Most (Nové Zámky)
Kamenný Most es un municipio del distrito de Nové Zámky en la región de Nitra, Eslovaquia, con una población estimada a final del año 2024 de 1032 habitantes.
Se encuentra ubicado al sur de la región, cerca de los ríos Nitra y Hron (cuenca hidrográfica del Danubio) y de la frontera con Hungría.

## Demografía
| Año        | 1994 | 2004    | 2014    | 2024    |
| ---------- | ---- | ------- | ------- | ------- |
| Población  | 1068 | 1044    | 1047    | 1032    |
| Diferencia |      | −2,24 % | +0,28 % | −1,43 % |

| Año        | 2023 | 2024    |
| ---------- | ---- | ------- |
| Población  | 1036 | 1032    |
| Diferencia |      | −0,38 % |